# Hieronymus Fabricius
Girolamo Fabrizio (sinonímia Hieronymus Fabricius ab Aquapendente, Girolamo Fabrizi d'Acquapendente (Acquapendente, Itália, 20 de maio de 1537 – 21 de maio de 1619) foi um cirurgião e anatomista italiano. É considerado pioneiro nas ciências médicas e conhecido também como "O Pai da Embriologia".

## Vida
Nascido na cidade de Acquapendente, no Lácio, Fabricius estudou na Universidade de Pádua, recebendo o grau de Doutor em Medicina em 1559 sob a amorosa assistência de Gabriele Falloppio. Foi professor particular de Anatomia em Pádua de 1562 a 1565, tornando-se (1565) professor de cirurgia e de anatomia na universidade, como sucessor de Falloppio.
Em 1595 revolucionou o ensino de anatomia ao projetar o primeiro teatro permanente para dissecações públicas de anatomia. Julius Casserius (1561-1616) de Piacenza foi um dos alunos de Fabricius. William Harvey (1578-1657) e Adriaan van den Spiegel (1578-1625) também tiveram aulas com Fabricius por volta de 1598.  Julius Casserius mais tarde sucederia Fabricius como Professor de Anatomia na Universidade de Pádua em 1604, e Adriaan van den Spiegel mais tarde seria o sucessor de Casserius em 1615.
Através da dissecações de animais, Fabricius estudou a formação do feto, a estrutura do esôfago, do estômago e dos intestinos, e as peculiaridades dos olhos, dos ouvidos, e da laringe.  Depois dos trabalhos preliminares de Andreas Vesalius, Amatus Lusitanus (1511-1568)  e Franciscus Sylvius, Fabricius  foi o primeiro a fazer uma descrição precisa das válvulas venosas em sua obra De venarum Ostiolis em 1603. Charles Estienne (1504-1564) já as havia descrito anteriormente.  Estas válvulas cumprem o papel de impedir o retorno do fluxo sanguíneo dentro das veias, facilitando assim o fluxo do sangue anterógrado em direção ao coração, embora Fabricius não entendesse exatamente o seu papel naquela época.

Operationes chirurgicae, 1685

Em sua Tabulae Pictae, publicada pela primeira vez em 1600, Fabricius descreveu a fissura que divide o lobo temporal dos lobos frontais. Todavia, a descoberta de Fabricius não tinha sido reconhecida até recentemente.  Por outro lado, o anatomista dinamarquês Caspar Bartholin, O Velho (1585-1629) creditou a Franciscus Sylvius essa descoberta, e seu filho, o também anatomista Thomas Bartholin, veio a chamá-la de fissura de Silvius em 1641 na edição de seu compêndio sobre Instituitiones anatomicae.
A Bolsa de Fabricius (local onde ocorre a hematopoiese dos pássaros) tem esse nome em homenagem a Fabricius.  Um manuscrito intitulado De Formatione Ovi et Pulli (Sobre a Formação do Ovo e da Galinha), encontrado entre suas anotações médicas após sua morte, foi publicado em 1621. Nessa obra foi encontrada a primeira descrição da bolsa.
Fabricius contribuiu enormemente para o campo da cirurgia.  Embora na prática ele nunca tivesse realizado um traqueotomia, seus escritos incluem descrições a respeito dessa prática cirúrgica.  Ele favoreceu o uso da incisão vertical e foi o primeiro a introduzir o conceito de um tubo de traqueotomia. Este era uma cannula (pequeno tubo) reto e curto dotado de alças para impedir que o tubo desaparecesse na traqueia.  Ele recomendava a operação somente como último recurso, a ser utilizada em casos de obstrução aérea por corpos estranhos ou secreções. A descrição de Fabricius sobre o procedimento da traqueotomia é similar a aquele utilizado hoje.
Julius Casserius publicou seus próprios escritos a respeito da técnica e dos equipamentos utilizados na traqueotomia. Casserius recomendou o uso de um tubo de prata curvo com diversos buracos internos. Marco Aurelio Severino (1580-1656), habilidoso cirurgião e anatomista italiano, realizou pelo menos uma traqueotomia durante uma epidemia de difteria na cidade de Nápolis em 1610, usando a técnica de incisão vertical recomendada por Fabricius.

## Livros
- Pentateuchos chirurgicum (1592).
- De Visione, Voce, Auditu. Venedig, Belzetta. 1600.
- De formato foetu. 1600.
- De Venarum Ostiolis. 1603
- De brutorum loquela (1603)
- De locutione et ejus instrumentis tractatus. 1603.
- Tractatus anatomicus triplex quorum primus de oculo, visus organo. Secundus de aure, auditus organo. Tertius de laringe, vociis organo admirandam tradit historiam, actiones, utilitates magno labore ac studio (1613).
- De musculi artificio: de ossium articulationibus (1614).
- De respiratione et eius instrumentis, libri duo (1615).
- De tumoribus (1615)
- De gula, ventriculo, intestinis tractatus (1618).
- De motu locali animalium secundum totum, nempe de gressu in genere (1618).
- De totius animalis integumentis (1618)
- De formatione Ovi et Pulli (publicação póstuma de 1621, mas escrita antes De formato foetu)[1]
- Opera chirurgica. Quorum pars prior pentatheucum chirurgicum, posterior operationes chirurgicas continet ... Accesserunt Instrumentorum, quae partim autori, partim alii recens invenere, accurata delineatio. Item, De abusu cucurbitularum in febribus putridis dissertatio, e Musaeo ejusdem (posthum 1623).
- Tractatus De respiratione & eius instrumentis. Ventriculo intestinis, & gula. Motu locali animalium, secundum totum. Musculi artificio, & ossium dearticulationibus (póstuma 1625).